# Takahiro Aō
Takahiro Aō (jap. 粟生 隆寛, Aō Takahiro; * 6. April 1984 in Ichihara, Japan) ist ein japanischer Profiboxer, ehemaliger WBC-Weltmeister im Federgewicht und ehemaliger WBC-Weltmeister im Superfedergewicht.
Takahiro Aō kämpfte bisher ausschließlich in Japan und blieb in seinen ersten 17 Profikämpfen ungeschlagen. Am 3. März 2007 wurde er durch einstimmigen Punktesieg gegen Koji Umetsu, Japanischer Meister im Federgewicht und verteidigte den Titel gegen Keisuke Akiba und Noriyuki Ueno. Sein Versuch sich am 5. April 2008 den Oriental-Pazifischen Meistertitel zu sichern, endete mit einem Unentschieden gegen den ungeschlagenen Titelträger Hiroyuki Enoki, wodurch Enoki seinen Titel behielt.
Am 16. Oktober 2008 boxte er um den Weltmeistertitel der WBC im Federgewicht, unterlag jedoch dem Titelträger Óscar Larios geteilt nach Punkten. Den direkten Rückkampf am 12. März 2009, gewann er jedoch überlegen und einstimmig nach Punkten und war somit neuer Weltmeister. Doch schon in seiner ersten Titelverteidigung verlor er seinen WM-Gürtel durch Punkteniederlage an den Dominikaner Elio Rojas.
Anschließend stieg er ins Superfedergewicht auf und schlug die beiden Spitzenboxer Feider Viloria und Whyber Garcia. Am 26. November 2010 besiegte er den amtierenden WBC-Weltmeister dieser Gewichtsklasse, den Deutschen Vitali Tajbert und gewann somit seinen zweiten WM-Titel. Tajbert war bereits in Runde 3 am Boden und verlor schließlich nach 12 Runden deutlich nach Punkten. Anschließend verteidigte Aō seinen Titel am 8. April 2011 durch K. o. in der 4. Runde gegen den Mexikaner Humberto Gutiérrez.
Im November 2011 und im April 2012 verteidigte er seinen Titel zudem jeweils nach Punkten gegen den ungeschlagenen, ehemaligen Junioren-Weltmeister Devis Boschiero (29-0), sowie gegen Terdsak Kokietgym (46-3). Im Oktober 2012 verlor er den Titel durch Punktniederlage an den Mexikaner Gamaliel Díaz (36-9).
Nach vier folgenden Siegen, darunter gegen Marco Antonio Lopez (23-3) und Juan Carlos Salgado (26-3), boxte er im Mai 2015 um den WBO-Weltmeistertitel im Leichtgewicht. Er verlor dabei zwar vorzeitig in der zweiten Runde gegen Raymundo Beltrán (29-7), jedoch hatte Beltrán das Gewichtslimit überschritten und wurde nach dem Kampf des Dopings überführt, weshalb der Kampf wertungslos blieb.